# Thy Art Is Murder
Thy Art Is Murder es una banda australiana de deathcore fundada en Sídney en el año 2006 en el suburbio de Blacktown. Actualmente la banda está compuesta por el baterista Jesse Beahler, los guitarristas Sean Delander y Andy Marsh y el bajista Kevin Butler, por lo tanto, que han lanzado cuatro álbumes de estudio: The Adversary, Hate , Holy War y Dear  Desolation . Sus influencias son bandas como Cannibal Corpse, Morbid Angel, Carcass, Meshuggah y Decapitated

## Historia

### Formación, EP yThe Adversary(2006–2010)
La banda se forma en Blacktown comuna de Sídney, la banda original consistía con la vocalista Brendan Van Ryn, los guitarristas Gary Markowski y Sean Delander, el bajista Josh King y el baterista Lee Stanton. La banda solamente se dedicó a grabar sus canciones, en 2008 se lanza un EP llamado Infinite Death, el EP alcanzó el puesto #10 en la lista de ARIA Charts.
Después de dos años de gira nacional implacable, se anunció en 2008 que Van Ryn estaba a punto de salir del grupo. Luego Van Ryn corrobora su salida
de la banda, Thy Art Is Murder buscó un año al nuevo vocalista de la banda. Que en 2009, se integra Chris "CJ" Mcmahon exvocalista de la banda de metalcore Vegas in Ruins. La banda estaba muy sorprendida por el canto gutural de Chris "CJ" Mcmahon, El bajista Mick Lowe, lo sustituye poco antes de que la banda comenzara a grabar su primer álbum de estudio The Adversary, lanzado el 16 de julio de 2010.
Entre el 2010 la banda de deathcore canadiense Despised Icon se desintegraba, y anunció que Thy Art Is Murder y The Red Shore se unirían para su despedida, en una Gira Australiana a finales de ese mismo año.

### Hate(2011–2014)

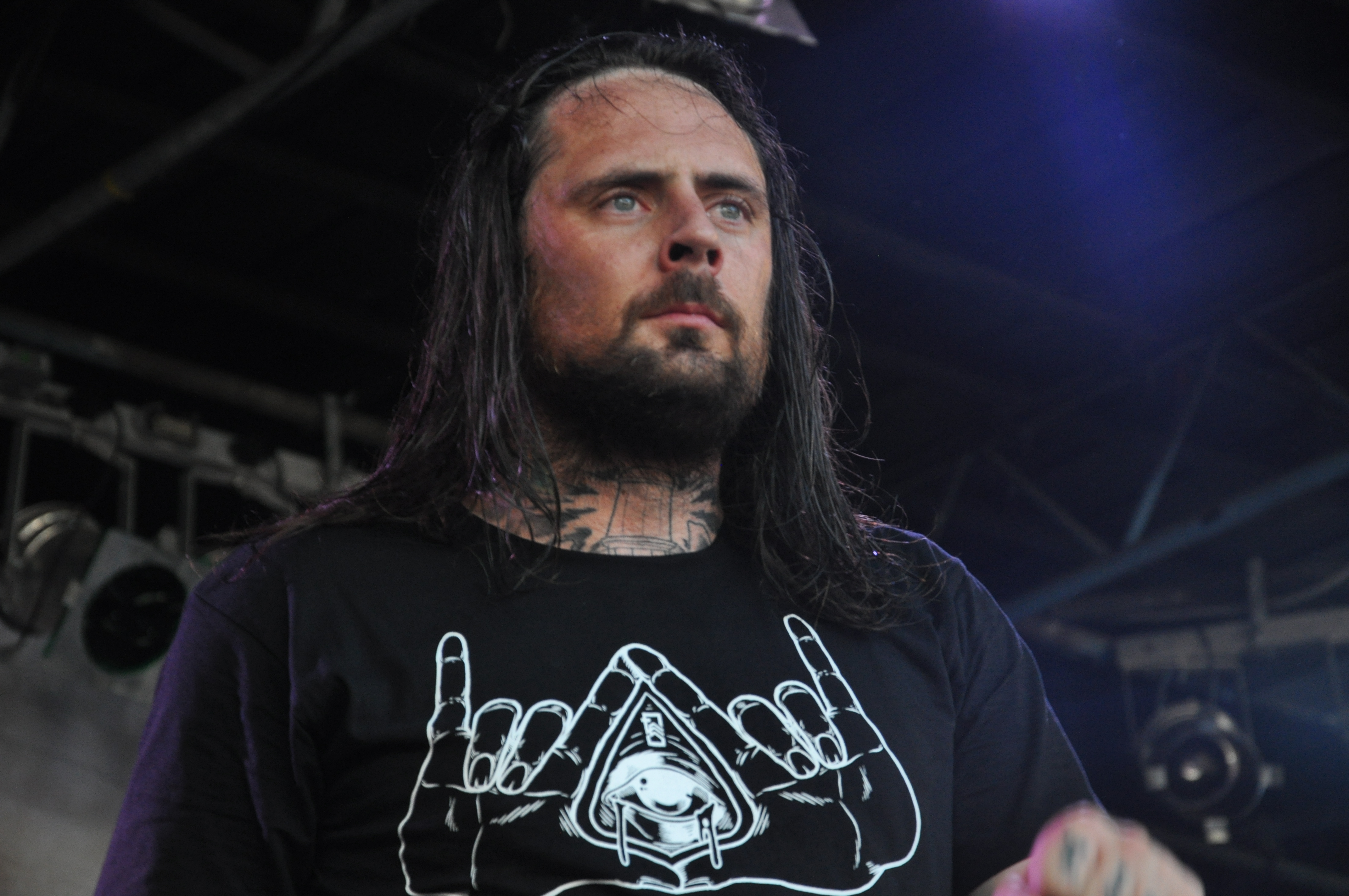
Chris "CJ" McMahon vocalista de Thy Art Is Murder.

En 2011 se vio más cambios de formación, sobre todo la salida de fundador y guitarrista principal Gary Markowski. Sean Delander decidió cambiar deberes de la guitarra al bajo, abriendo paso a Andy Marsh y Tom Brown para tocar la guitarra. Tras la primera gira europea de la banda en 2012 con War from a Harlots Mouth y As Blood Runs Black la banda viajó a Belleville, Estados Unidos para grabar su segundo álbum con el productor Will Putney en los estudios de grabación "Machine Shop".
Después de su gira por Australia con Fear Factory en septiembre de 2012, Hate fue lanzado el 19 de octubre de 2012. El primer sencillo, "Reign of Darkness", había sido estrenada antes en la estación de radio Triple J's The Racket el 18 de septiembre.
El álbum debutó en el puesto #35 en las listas de ARIA, haciendo Thy Art Is Murder sea la primera banda de deathcore que nunca para de romper en el top 40. El álbum también alcanzó el número #1 al aire. El álbum fue criticado con una mezcla de algunas críticas positivas y algunas negativas. En enero de 2013, la banda se presentó en el Big Day Out Festival, Sídney; solamente con banda de metal extremo otra vez que se ofrecerá la misma formación fue Blood Duster en 2004. Después de su segunda gira europea en febrero y marzo la banda firmó con Nuclear Blast el 24 de enero de 2013 para la distribución de Hate fuera Australia.
El 13 de marzo de 2013, Triple J anunció que la banda sería la portada de cartel en Hate Across Australia, recorriendo con Cattle Decapitation, King Parrot y Aversions Crown.
El 11 de abril de 2013, Sumerian Records anunció oficialmente que el grupo acababa de perder el apoyo de apertura en Summer Slaughter Tour, Estados Unidos. El anuncio fue recibido por una cierta controversia debido al hecho de que el grupo iba a ser elegido por voto, a los votantes y la banda deathcore estadounidense Rings of Saturn tenía, de hecho, ganó la votación en un 1%. Finalmente, los promotores optaron por incluir ambas bandas.
El 17 de junio de 2013, la banda reveló que estarían de gira por Australia con Parkway Drive como parte de sus 10 años de gira de Parkway Drive. El mismo día, la banda perdió frente a Bleed From Within en Metal Hammer Golden Gods donde había sido nominado como Mejor banda joven. El 15 de octubre de 2013, la banda fueron nominados en la categoría Best Hard rock/Heavy metal  en los ARIA Awards 2013, finalmente perder ante la banda de metal progresivo Karnivool.
La banda encabezó la segunda vez gira por América del Norte en noviembre y diciembre de 2013, el doblaje es Hate Across America. El proyecto de ley contó con el apoyo I Declare War, Fit for an Autopsy, The Last Ten Seconds of Life y Kublai Khan con muchas fechas de venta hacia fuera. La banda encabezó en Europa en enero y febrero de 2014, vendiendo la mayoría de los lugares. Apoyo de Heart of a Coward, Aversions Crown y Aegaeon. La banda fue confirmada para la aparición en el Download Festival 2014.
La banda anunció su participación en Mosh Lives Tour, encabezado por Emmure, viajando por el EE. UU. en marzo y abril de 2014. La banda tocó New England Metal And Hardcore Festival en abril de 2014 . la banda también participó en Summer Slaughter del mismo año. Vocalista CJ McMahon comentó sobre la actividad de la banda, alegando que son "uno de, si no las bandas de gira más...más trabajadoras" y diciendo que "¡hay!, ¡hay! otra puta banda de sobre la faz de esta tierra que recorrerá tanto como nosotros".

### Holy Wary salida de CJ McMahon (2014–2015)
El 31 de marzo de 2015 se anunció que el próximo álbum de la banda se titulará Holy War y se dará a conocer el 30 de junio en Estados Unidos a través de Nuclear Blast Entertainment. Fue grabado en secreto durante el invierno con el productor Will Putney.
Thy Art Is Murder, junto a otras bandas, apoyará a Slayer en Mayhem Festival 2015, que recorrerá Estados Unidos desde junio hasta agosto.
Holy War tuvo una primera semana con éxito de ventas, alcanzando el #7 en Australia y # 82 en Estados Unidos, siendo la cuarta banda australiana para trazar en Estados Unidos, así como la primera banda de deathcore de Australia.
El 21 de diciembre de 2015, Cj McMahon deja la banda debido a su incapacidad de cantar en vivo y para centrarse en su familia.

### The Depression Sessionsy regreso de CJ McMahon (2016–presente)

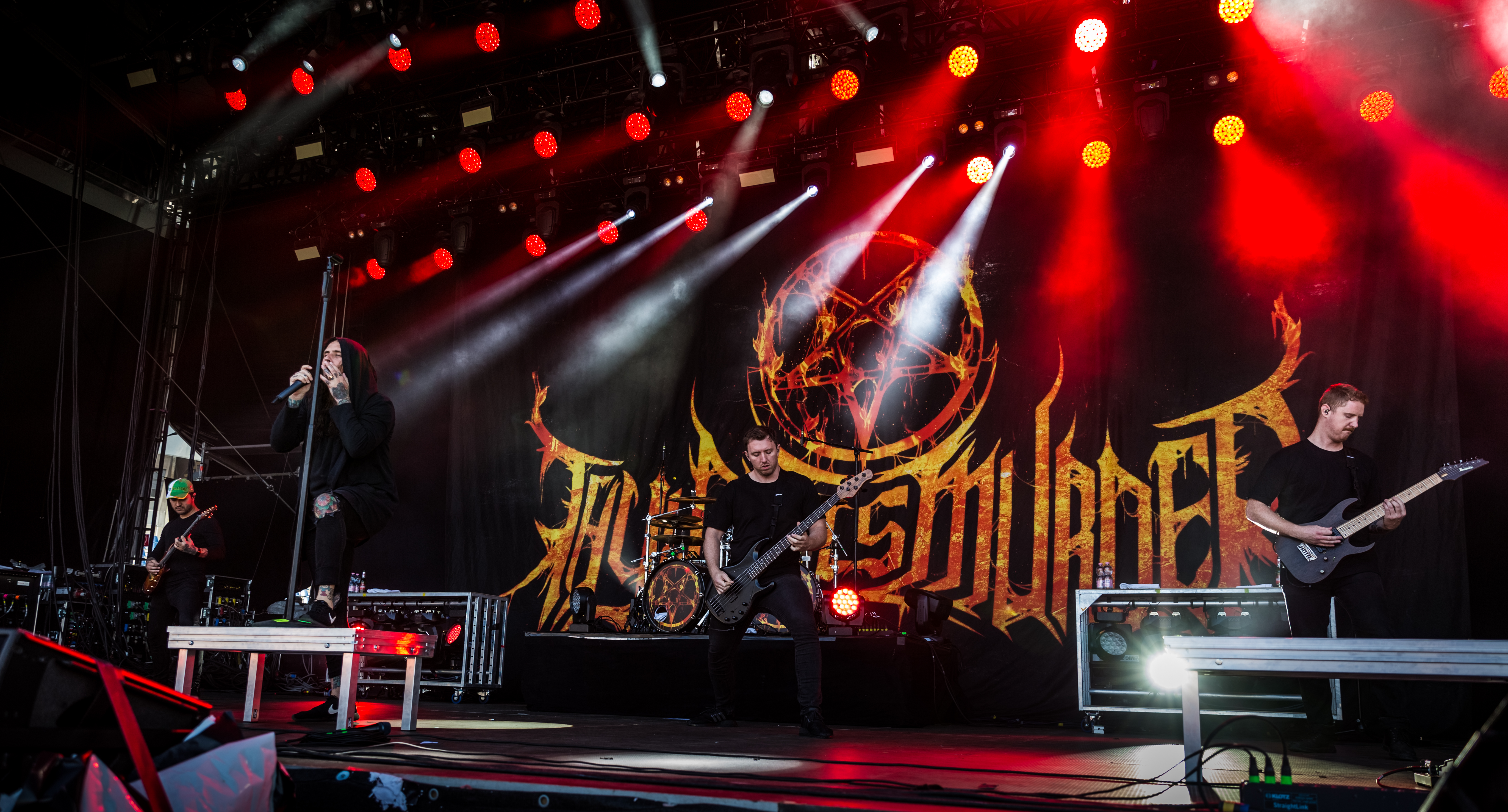
Thy Art Is Murder - Rock am Ring 2018

El 1 de julio de 2016 la banda anuncia que sacará un EP compartido con las bandas Fit For An Autopsy y The Acacia Strain, llamado The Depression Sessions. Ese mismo día, la banda publicó el videoclip de la canción del split "They Will Know Another". El EP contaba con una edición especial de vinilo.
En septiembre de 2016, debido al fallecimiento de Tom Searle, el guitarrista Sean Delander ayudó a los miembros de Architects en su tour australiano.
El 14 de enero de 2017, CJ McMahon volvió a la banda en un concierto del Unity Festival de Australia, diciendo que era un drogadicto y que estaba roto, pero que había vuelto para dominar el mundo con sus hermanos (refiriéndose al resto de la banda).

## Miembros
| Miembros actuales - Andy Marsh – guitarra (2010–presente) - Sean Delander – guitarra (2006–2011, 2015–presente), bajo (2011–2015) - Kevin Butler – bajo (2015–presente) - Jesse Beahler – batería (2019–presente, miembro de tour 2015) | Antiguos miembros - Brendan Van Ryn – voz (2006–2008) - Josh King – bajo (2006–2009) - Gary Markowski – guitarra (2006–2010) - Mick Lowe – bajo (2009–2010) - Tom Brown – guitarra (2011–2013) - Lee Stanton - batería (2006–2019) - Chris "CJ" McMahon - voz (2009–2015, 2017-2023) | Miembros de tour - Roman Koester – guitarra (2013–2014) - Wes Hauch – guitarra (2014) - Nick Arthur (ex-Molotov Solution) – voz (2016, 2016-2017) - Monte Bernard - vocals (2016) - Lochlan Watt - vocals (2016) - Big B.P - vocals (2016) |

## Discografía

### Álbumes de estudio
| 2010                                                           | The Adversary - Lanzamiento: 16 de julio de 2010 - Discografía: Skull and Bones                 | —  | — |
| 2012                                                           | Hate - Lanzamiento: 18 de octubre de 2012 - Discografía: Halfcut, Distort, Nuclear Blast        | 35 | 1 |
| 2015                                                           | Holy War - Lanzamiento: 26 de junio de 2015 - Discografía: UNFD, Nuclear Blast                  | 7  | — |
| 2017                                                           | Dear Desolation - Lanzamiento: 18 de agosto de 2017 - Discografía: Human Warfare, Nuclear Blast | —  | — |
| 2019                                                           | Human Target - Lanzamiento: 26 de julio de 2019 - Discografía: Human Warfare, Nuclear Blast     | 7  | — |
| 2023                                                           | Godlike                                                                                         |    |   |
| "—" denota una grabación que no fue lanzado en ese territorio. |                                                                                                 |    |   |

### EP
| Año  | Detalles |
| ---- | --- |
| 2008 | Infinite Death - Lanzamiento: 2 de agosto de 2008 - Discografía: Skull and Bones                                                                    |
| 2016 | The Depression Sessions (split con Fit For An Autopsy y The Acacia Strain) - Lanzamiento: 12 de agosto de 2016 - Discografía: Nuclear Blast Records |

### Demo
| Año  | Detalles |
| ---- | --- |
| 2008 | This Hole Isn't Deep Enough for the Twelve of You - Lanzamiento: 2 de agosto de 2008 - Discografía: independiente |

## Videoclips
| Año  | Título                      | Álbum                   | Director                      |
| ---- | --------------------------- | ----------------------- | ----------------------------- |
| 2012 | "Soldiers of Immortality"   | The Adversary           | D.O. Blackley, Steve Callanan |
| 2012 | "Reign of Darkness"         | Hate                    | Chris Elder                   |
| 2013 | "The Purest Strain of Hate" | Hate                    | Savage Photo / Film           |
| 2015 | "Light Bearer"              | Holy War                | Yves Otterbach                |
| 2015 | "Holy War"                  | Holy War                | (sin información)             |
| 2016 | "They Will Know Another"    | The Depression Sessions | (sin información)             |
| 2017 | "No Absolution"             | Dear Desolation         | (sin información)             |
| 2017 | "The Son of Misery"         | Dear Desolation         | Chris Edler                   |
| 2017 | "Puppet Master"             | Dear Desolation         | Third Eye Visuals             |